# Багатогранний конус
Багатогра́нний ко́нус — множина точок n-мірного простору з координатами {\displaystyle x_{1},x_{2},...,x_{n}}, що задовольнять системі нерівностей
{\displaystyle \sum _{j=1}^{n}{a_{ij}x_{j}}\leq 0}, {\displaystyle \!i=1,...,m} (1)
Деяка множина творить багатогранний конус тоді і лише тоді, коли довільна точка {\displaystyle x} може бути представлена у вигляді
{\displaystyle \sum _{k=1}^{p}{y^{j}j_{j}}(2)},
де {\displaystyle y^{j}} — фіксований набір n-мірних векторів, а {\displaystyle j_{j}} — невід'ємні числа. Таким чином, багатогранний конус можна представити з допомогою системи нерівностей (1), так і з допомогою формули (2).